# Legislatura 2005–2009 (Republica Moldova)
Parlamentul Republicii Moldova de legislatura a XVI-a a activat în perioada 2005-2009.

## Fracțiuni parlamentare
Partidul Comuniștilor din Republica Moldova (PCRM, 56 de mandate)
Blocul electoral „Moldova Democrată” (BEMD, 34 de mandate)
Partidul Popular Creștin Democrat (PPCD, 11 mandate)

## Lista deputaților

### Lista inițială
Aceasta este lista deputaților aleși la 6 martie 2005 în Parlamentul Republicii Moldova. Curtea Constituțională a validat mandatele lor la 17 martie.
| Nr. | Nume                       | Domiciliu                             | Anul nașterii | Apartenența politică | Profesie / ocupație |
| --- | -------------------------- | ------------------------------------- | ------------- | -------------------- | --- |
| 1   | Vladimir Voronin           | mun. Chișinău                         | 1941          | PCRM                 | inginer-economist, politolog, jurist, Președinte al Republicii Moldova, Președinte al PCRM                                                 |
| 2   | Serafim Urechean           | mun. Chișinău                         | 1950          | BEMD                 | inginer-constructor, politolog, Doctor habilitat în economie, Primar General al mun. Chișinău                                              |
| 3   | Eugenia Ostapciuc          | mun. Chișinău                         | 1947          | PCRM                 | inginer-tehnolog, Președinte al Parlamentului Republicii Moldova                                                                           |
| 4   | Vasile Tarlev              | mun. Chișinău                         | 1963          | PCRM                 | inginer-mecanic, Prim-ministru al Republicii Moldova                                                                                       |
| 5   | Dumitru Braghiș            | mun. Chișinău                         | 1957          | AMN                  | inginer-energetician, Doctor în economie, Deputat în Parlamentul Republicii Moldova                                                        |
| 6   | Victor Stepaniuc           | mun. Chișinău                         | 1958          | PCRM                 | pedagog, jurist, deputat în Parlamentul Republicii Moldova                                                                                 |
| 7   | Dumitru Diacov             | mun. Chișinău                         | 1952          | BEMD                 | jurnalist, președintele Partidului Democrat din Moldova                                                                                    |
| 8   | Maria Postoico             | mun. Chișinău                         | 1950          | PCRM                 | jurist, deputat în Parlamentul Republicii Moldova                                                                                          |
| 9   | Iurie Roșca                | mun. Chișinău                         | 1961          | PPCD                 | jurnalist, președinte al Partidului Popular Creștin Democrat, deputat în Parlamentul Republicii Moldova                                    |
| 10  | Valerian Cristea           | mun. Chișinău                         | 1950          | PCRM                 | inginer-energetician, Viceprim-ministru al Republicii Moldova                                                                              |
| 11  | Veaceslav Untilă           | mun. Chișinău                         | 1956          | BEMD                 | inginer-mecanic, jurist, Doctor în drept, Conferențiar, lector superior la Academia de Drept din Moldova                                   |
| 12  | Oleg Mantorov              | s. Unguri, raionul Ocnița             | 1947          | PCRM                 | pedagog, deputat în Parlamentul Republicii Moldova                                                                                         |
| 13  | Vadim Mișin                | mun. Chișinău                         | 1945          | PCRM                 | jurist, doctor în drept, deputat în Parlamentul Republicii Moldova                                                                         |
| 14  | Oleg Serebrian             | mun. Chișinău                         | 1969          | BEMD                 | istoric, politolog, doctor în științe politice, Conferențiar universitar la Universitatea Liberă Internațională din Moldova                |
| 15  | Iurie Stoicov              | or. Călărași                          | 1955          | PCRM                 | inginer-mecanic, politolog, deputat în Parlamentul Republicii Moldova                                                                      |
| 16  | Lidia Guțu                 | mun. Chișinău                         | 1954          | BEMD                 | economist, Deputat în Parlamentul Republicii Moldova                                                                                       |
| 17  | Vasilii Panciuc            | mun. Bălți                            | 1949          | -                    | inginer în telecomunicații, primar al municipiului Bălți                                                                                   |
| 18  | Adriana Chiriac            | mun. Chișinău                         | 1965          | PPCD                 | traducător (limba spaniolă), jurnalist, director comunicare și relații externe în cadrul “RE mun. Chișinău” SA                             |
| 19  | Mihail Camerzan            | mun. Chișinău                         | 1952          | PCRM                 | pedagog, vicepreședinte al Parlamentului Republicii Moldova                                                                                |
| 20  | Vladimir Filat             | mun. Chișinău                         | 1969          | BEMD                 | jurist, președinte al SC “Dosoftei” S.A.din mun. Iași, România                                                                             |
| 21  | Valerii Garev              | mun. Chișinău                         | 1944          | PCRM                 | inginer, politolog, președinte al Fracțiunii PCRM în Consiliul municipal Chișinău, pensionar                                               |
| 22  | Leonid Bujor               | mun. Chișinău                         | 1955          | BEMD                 | istoric, profesor de istorie și științe sociale, pretor sector Centru, mun.Chișinău                                                        |
| 23  | Iurie Eriomin              | mun. Chișinău                         | 1949          | PCRM                 | inginer-tehnolog, deputat în Parlamentul Republicii Moldova                                                                                |
| 24  | Marc Tkaciuk               | mun. Chișinău                         | 1966          | PCRM                 | istoric, doctor în istorie, consilier al Președintelui Republicii Moldova                                                                  |
| 25  | Alexandru Oleinic          | mun. Chișinău                         | 1959          | BEMD                 | inginer, economist, Deputat în Parlamentul Republicii Moldova                                                                              |
| 26  | Arcadii Pasecinic          | mun. Chișinău                         | 1942          | PCRM                 | inginer-electrician, consilier al Președintelui PCRM                                                                                       |
| 27  | Ștefan Secăreanu           | mun. Chișinău                         | 1959          | PPCD                 | jurnalist, vicepreședinte al Partidului Popular Creștin Democrat, deputat în Parlamentul Republicii Moldova                                |
| 28  | Dumitru Prijmireanu        | mun. Chișinău                         | 1951          | PCRM                 | pedagog, economist-organizator, deputat în Parlamentul Republicii Moldova                                                                  |
| 29  | Iurie Bolboceanu           | mun. Chișinău                         | 1959          | BEMD                 | economist, doctor în economie, Deputat în Parlamentul Republicii Moldova                                                                   |
| 30  | Vladimir Eremciuc          | or. Ocnița                            | 1951          | PCRM                 | medic-sanitar, deputat în Parlamentul Republicii Moldova                                                                                   |
| 31  | Valeriu Guma               | mun. Chișinău                         | 1964          | BEMD                 | inginer-economist, președinte al Consiliului de Administrare al Companiei de Asigurări “Galas” S.A.                                        |
| 32  | Vladimir Țurcan            | mun. Chișinău                         | 1954          | PCRM                 | jurist, Ambasador Extraordinar și Plenipotențiar al Republicii Moldova in Federația Rusă                                                   |
| 33  | Elena Bodnarenco           | or. Soroca                            | 1965          | PCRM                 | economist, prim-secretar al CR al PCRM Soroca                                                                                              |
| 34  | Ion Pleșca                 | mun. Chișinău                         | 1957          | BEMD                 | jurist, judecător la judecătoria Botanica, mun. Chișinău                                                                                   |
| 35  | Alexandr Ceaicovschi       | mun. Chișinău                         | 1943          | PCRM                 | inginer-constructor, pensionar |
| 36  | Angela Leahu (Aramă)       | mun. Chișinău                         | 1963          | PPCD                 | jurnalist, șef Departament Cultură, Redacția revistei Capitala                                                                             |
| 37  | Vladimir Braga             | mun. Chișinău                         | 1953          | BEMD                 | inginer-economist, doctor în economie, președintele raionului Ialoveni                                                                     |
| 38  | Stella Gherman             | s. Slobozia-Șirăuți, raionul Briceni  | 1974          | PCRM                 | pedagog, primar al satului Slobozia-Șirăuți                                                                                                |
| 39  | Ivan Calin                 | mun. Chișinău                         | 1935          | PCRM                 | agronom-savant, politolog, diplomat, doctor în economie, deputat în Parlamentul Republicii Moldova                                         |
| 40  | Valeriu Cosarciuc          | mun. Chișinău                         | 1955          | BEMD                 | inginer-mecanic, manager, Deputat în Parlamentul Republicii Moldova                                                                        |
| 41  | Marian Lupu                | mun. Chișinău                         | 1966          | PCRM                 | economist, Ministru al Economiei |
| 42  | Vladimir Antosii           | or. Florești                          | 1951          | PCRM                 | inginer, manager general al SA „Natur-Bravo”, Chișinău                                                                                     |
| 43  | Valentina Buliga           | mun. Chișinău                         | 1961          | BEMD                 | farmacist, manager de secție la Compania de Asigurări QBE „ASITO”, colaborator științific la Institutul de Farmacie                        |
| 44  | Vasile Iovv                | mun. Chișinău                         | 1942          | PCRM                 | inginer-tehnolog, politolog, doctor în economie, viceprim-ministru al Republicii Moldova                                                   |
| 45  | Vlad Cubreacov             | mun. Chișinău                         | 1965          | PPCD                 | jurnalist, vicepreședinte al Partidului Popular Creștin Democrat, deputat în Parlamentul Republicii Moldova                                |
| 46  | Vasile Balan               | s. Teleșeu, r-ul Orhei                | 1950          | BEMD                 | învățător, primar, satul Teleșeu, raionul Orhei                                                                                            |
| 47  | Larisa Zimin               | or. Edineț                            | 1954          | PCRM                 | pedagog, politolog, vicepreședinte al raionului Edineț                                                                                     |
| 48  | Vladimir Vitiuc            | mun. Bălți                            | 1972          | PCRM                 | manager-economist, politolog, vicedirector al Combinatului de produse alimentare din mun. Bălți                                            |
| 49  | Vitalia Pavlicenco         | mun. Chișinău                         | 1953          | BEMD                 | filolog, profesor de limbă și literatură română, doctor în filologie, coordonator de programe la grupul editorial “Litera”                 |
| 50  | Semion Dragan              | mun. Chișinău                         | 1953          | PCRM                 | inginer-constructor, deputat în Parlamentul Republicii Moldova                                                                             |
| 51  | Oleg Reidman               | mun. Chișinău                         | 1952          | PCRM                 | specialist în radiofizică și electronică, consilier al Președintelui Republicii Moldova                                                    |
| 52  | Nicolai Deatovschi         | mun. Chișinău                         | 1957          | BEMD                 | inginer, manager, Deputat în Parlamentul Republicii Moldova                                                                                |
| 53  | Nicolae Bondarciuc         | mun. Chișinău                         | 1941          | PCRM                 | inginer-electrician, politolog, deputat în Parlamentul Republicii Moldova                                                                  |
| 54  | Zoia Jalbă                 | or. Orhei                             | 1957          | PPCD                 | profesor de istorie, director adjunct al Gimnaziului “Mihail Eminescu” din orașul Orhei                                                    |
| 55  | Oleg Țulea                 | mun. Chișinău                         | 1980          | BEMD                 | politolog, magistru în științe politice |
| 56  | Alexei Ivanov              | or. Orhei                             | 1952          | PCRM                 | economist, politolog, deputat în Parlamentul Republicii Moldova                                                                            |
| 57  | Vladimir Dragomir          | or. Ștefan Vodă                       | 1944          | PCRM                 | pedagog, deputat în Parlamentul Republicii Moldova                                                                                         |
| 58  | Igor Klipii                | s. Funduri Vechi, r-ul Glodeni        | 1968          | BEMD                 | politolog, director executiv la Institutul de Studii Europene din Moldova                                                                  |
| 59  | Serafima Borgan            | or. Rezina                            | 1942          | PCRM                 | zooinginer, politolog, deputat în Parlamentul Republicii Moldova                                                                           |
| 60  | Anatolie Onceanu           | mun. Chișinău                         | 1951          | BEMD                 | istoric, profesor de istorie, temporar neangajat în cîmpul muncii                                                                          |
| 61  | Sergiu Stati               | mun. Chișinău                         | 1961          | PCRM                 | profesor de istorie, viceministru al Afacerilor Externe                                                                                    |
| 62  | Grigore Petrenco           | mun. Chișinău                         | 1980          | PCRM                 | economist, bănci și burse de valori, prim-secretar al CC al Comsomolului din Republica Moldova                                             |
| 63  | Anatol Țăranu              | mun. Chișinău                         | 1951          | BEMD                 | istoric, doctor în istorie, direcorul centrului de politiologie și istorie politică al Universității de Stat din Moldova                   |
| 64  | Ion Neagu                  | mun. Chișinău                         | 1953          | PPCD                 | inginer-hidrotehnician, secretar General al Partidului Popular Creștin Democrat                                                            |
| 65  | Eva Gudumac                | mun. Chișinău                         | 1941          | PCRM                 | medic-chirurg, pediatru, doctor habilitat în medicină, membru corespondent al AȘM, deputat în Parlamentul Republicii Moldova               |
| 66  | Ecaterina Cavlac           | or. Taraclia                          | 1948          | PCRM                 | inginer-economist, șef al filialei Băncii Sociale, or. Taraclia                                                                            |
| 67  | Marcel Răducan             | mun. Chișinău                         | 1967          | BEMD                 | inginer-mecanic, director executiv al Întreprinderii cu capital străin “Avirom-Prod”                                                       |
| 68  | Galina Balmoș              | or. Strășeni                          | 1961          | PCRM                 | pedagog, jurist, secretar al Consiliului raional Strășeni                                                                                  |
| 69  | Ion Guțu                   | mun. Chișinău                         | 1943          | BEMD                 | economist, politolog, doctor habilitat în economie, Deputat în Parlamentul Republicii Moldova                                              |
| 70  | Irina Vlah                 | mun. Comrat                           | 1974          | PCRM                 | jurist, șef al secției juridice a Executivului UTA Găgăuzia                                                                                |
| 71  | Vasile Bodișteanu          | or. Glodeni                           | 1947          | PCRM                 | agronom, președinte al Uniunii teritoriale a sindicatelor agriculturii și alimentației „Agroindsind”                                       |
| 72  | Alexandru Lipcan           | or. Ungheni                           | 1959          | BEMD                 | profesor de istorie, licențiat în drept, avocat-stagiar la Biroul de avocați din Ungheni                                                   |
| 73  | Valentina Cușnir           | or. Călărași                          | 1954          | PPCD                 | inginer-tehnolog, șef de secție la ÎM “Călărași Divin” SA, or. Călărași                                                                    |
| 74  | Valeriu Calmațui           | or. Ungheni                           | 1950          | PCRM                 | inginer-electrician, deputat în Parlamentul Republicii Moldova                                                                             |
| 75  | Vasile Colța               | or. Hîncești                          | 1953          | BEMD                 | inginer-constructor, jurist, temporar nenangajat în cîmpul muncii                                                                          |
| 76  | Victor Mîndru              | mun. Chișinău                         | 1959          | PCRM                 | constructor-tehnolog, șef al Oficiului Teritorial Chișinău al Aparatului Guvernului al Republicii Moldova                                  |
| 77  | Ludmila Borgula            | mun. Chișinău                         | 1940          | PCRM                 | inginer-tehnolog, deputat în Parlamentul Republicii Moldova                                                                                |
| 78  | Dumitru Ivanov             | mun. Chișinău                         | 1946          | BEMD                 | pedagog, președinte al Consiliului Republican al Sindicatului Educației și Științei                                                        |
| 79  | Boris Ștepa                | or. Glodeni                           | 1949          | PCRM                 | pedagog, politolog, manager, deputat în Parlamentul Republicii Moldova                                                                     |
| 80  | Dmitrii Todoroglo          | mun. Chișinău                         | 1944          | PCRM                 | agronom-savant, Ministru al Agriculturii și Industriei Alimentare                                                                          |
| 81  | Vladimir Ciobanu           | mun.Chișinău                          | 1953          | BEMD                 | inginer-mecanic, vicedirector S.R.L. “Fortuna plus”                                                                                        |
| 82  | Gheorghe Susarenco         | mun. Chișinău                         | 1956          | PPCD                 | jurist, viceprimar al municipiului Chișinău                                                                                                |
| 83  | Mircea Anton               | or. Anenii Noi                        | 1942          | PCRM                 | tehnician-planificator, deputat în Parlamentul Republicii Moldova                                                                          |
| 84  | Valentina Stratan (Golban) | mun. Chișinău                         | 1962          | BEMD                 | felcer-sanitar, biolog, specialist în administrația publică, doctor în biologie, cercetător științific la Institutul Oncologic din Moldova |
| 85  | Gheorghe Popa              | or. Cantemir                          | 1956          | PCRM                 | inginer-economist, deputat în Parlamentul Republicii Moldova                                                                               |
| 86  | Alim Afonin                | or. Florești                          | 1963          | PCRM                 | inginer-constructor, șef al Oficiului Teritorial Florești al Aparatului Guvernului al Republicii Moldova                                   |
| 87  | Vasile Grozav              | s. Trușeni, mun. Chișinău             | 1950          | BEMD                 | inginer-mecanic, președintele Unuversității Real-Umanistice                                                                                |
| 88  | Nicolae Oleinic            | mun. Chișinău                         | 1943          | PCRM                 | economist, mecanic, președinte al consiliului companiei “Agropetrol”, președinte al Organizației “Comunitatea Ucraineană”                  |
| 89  | Lora Grosu                 | or. Șoldănești                        | 1959          | BEMD                 | bibliograf, specialist principal al Consiliului raional Șoldănești                                                                         |
| 90  | Alexandru Cotorobai        | com. Cobusca Nouă, raionul Anenii Noi | 1957          | PCRM                 | inginer-mecanic, președinte al cooperativei de producție agricolă „Aroma”, com. Cobusca Nouă                                               |
| 91  | Valentina Șerpul           | mun. Chișinău                         | 1959          | PPCD                 | profesor, magistru în management educațional, neangajată                                                                                   |
| 92  | Mihail Mocan               | mun. Chișinău                         | 1962          | PCRM                 | jurist, președinte al Uniunii Veteranilor Războiului din Afganistan                                                                        |
| 93  | Ion Ciontoloi              | or. Căușeni                           | 1958          | BEMD                 | economist-marchetolog, organizator de comerț, președintele UCOP Căușeni                                                                    |
| 94  | Petru Gozun                | mun. Chișinău                         | 1951          | PCRM                 | inginer-electrofizician, conducător de dansuri, conducător al colectivului de dansuri „Codreanca”                                          |
| 95  | Ivan Guțu                  | or. Ocnița                            | 1947          | PCRM                 | profesor de istorie, șef al Oficiului Teritorial Edineț al Aparatului Guvernului al Republicii Moldova                                     |
| 96  | Ivan Banari                | mun. Bălți                            | 1955          | BEMD                 | inginer-mecanic, manager, directorul filialei Bălți a Camerei de Comerț și Industrie                                                       |
| 97  | Mihail Sidorov             | mun. Chișinău                         | 1946          | PCRM                 | jurist, deputat în Parlamentul Republicii Moldova                                                                                          |
| 98  | Vasile Pîntea              | mun. Chișinău                         | 1951          | BEMD                 | inginer-mecanic, vicepretor, sectorul Ciocana, mun. Chișinău                                                                               |
| 99  | Iosif Chetraru             | or. Cimișlia                          | 1945          | PCRM                 | zootehnician, deputat în Parlamentul Republicii Moldova                                                                                    |
| 100 | Ion Varta                  | mun. Chișinău                         | 1958          | PPCD                 | doctor în istorie, Institutul de Istorie al Academiei de Științe a Moldovei, șeful Direcției “Istorie Modernă”                             |
| 101 | Albert Dațco               | mun. Chișinău                         | 1960          | PCRM                 | inginer-mecanic, președinte al Uniunii Organizațiilor Invalizilor din Republica Moldova                                                    |

### Schimbări
1. 18 aprilie 2005:[2] Alexandru Jdanov îl înlocuiește pe Vladimir Voronin (care a demisionat la 8 aprilie 2005[3]), PCRM
2. 26 aprilie 2005:[4] Anatolie Zagorodnîi, Oxana Domenti, Nicolai Guțul, Ghenadii Bulgacov, Gheorghe Musteață și Anton Miron îi înlocuiesc pe Vasile Tarlev, Valerian Cristea, Vasili Panciuc, Marc Tkaciuk, Oleg Reidman și Vladimir Antosii (care au demisionat la 22 aprilie 2005[5]), PCRM
3. 8 iunie 2005:[6] Ala Ursul o înlocuiește pe Oxana Domenti (care a demisionat la 2 iunie 2005[7]), PCRM
4. 12 octombrie 2005:[8] Sergiu Sococol îl înlocuiește pe Victor Mîndru (care a demisionat la 6 octombrie 2005[9]), PCRM
5. 29 noiembrie 2005:[10] Victoria Dobrovolscaia îl înlocuiește pe Mihail Camerzan (care a demisionat la 17 noiembrie 2005[11]), PCRM
6. 15 februarie 2006:[12] Afanasii Mandaji îl înlocuiește pe Alexei Ivanov (care a decedat), PCRM
7. 4 aprilie 2006:[13] Ghenadie Morcov îl înlocuiește pe Alexandr Ceaicovschi (care a decedat), PCRM
8. 4 aprilie 2006:[13] Efim Agachi o înlocuiește pe Lidia Guțu (care a demisionat la 23 martie 2006[14]), BEMD
9. 15 noiembrie 2006:[15] Ștefan Grigoriev îl înlocuiește pe Sergiu Stati (care a demisionat la 9 noiembrie 2006[16]), PCRM
10. 27 martie 2007:[17] Vladimir Panfilov și Elena Parpolova îi înlocuiesc pe Galina Balmoș (care a demisionat la 23 martie 2007[18]) și Albert Dațco (care a decedat), PCRM
11. 20 decembrie 2007:[19] Dumitru Godoroja îl înlocuiește pe Ion Ciontoloi (care a demisionat), BEMD
12. 20 februarie 2008:[20] Oleg Turea îl înlocuiește pe Victor Stepaniuc (care a demisionat la 15 februarie 2008[21]), PCRM
13. 30 octombrie 2008:[22] Eugenia Stîrcea o înlocuiește pe Adriana Chiriac (care a demisionat la 25 septembrie 2008[23]), PPCD